# アフマド＝ビン＝ジャービル・アッ＝サバーハ

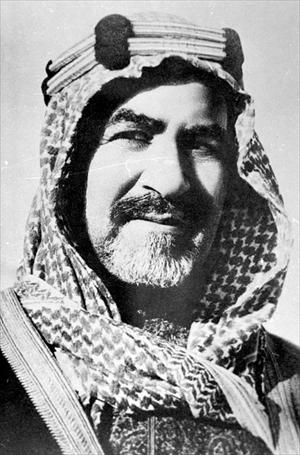

アフマド＝ビン＝ジャービル・アッ＝サバーハ（Ahmad Al-Jaber Al-Sabah、1885年 - 1950年1月29日）はクウェート第10代目首長（在位：1921年-1950年）でサバーハ家当主。父は第8代目首長のジャービル2世。兄弟はアブドゥッラー＝ビン＝ジャービル。子はジャービル3世（第13代目首長）、サバーハ4世（第15代目首長）、ナワーフ（第16代目首長）、ミシュアル（2023年より第17代目首長）、ファハド（湾岸戦争にて戦死）。

## 経歴
叔父のサリーム首長の跡を継いで首長位を継承。
1921年にサウジアラビアのイブン・サウードがラシード家のジャバル・シャンマル王国を滅ぼし、他方イギリスがアラブ反乱のシリア戦線で活躍し、フランスによりシリアを追われたファイサル1世をイラク王にして委任統治下の保護国としてイラク王国を建国し、両国が国境を接することになる。このために1922年にクウェート代表としてクウェート駐在政務官ムーア少佐がハサ地方オカイールにおいてサウジアラビアのイブン・サウードやメソポタミア駐在高等弁務官パーシー・コックス、イラク政府代表サディク・ベイらとの国境画定会談を行い、オカイール議定書でクウェートの国境及びサウジアラビアとの間に中立地帯を設定することが決定する。国境が画定したことで先代で悪化したサウジアラビアとは関係が修復し、国境を接する2国との関係は一応決着した。
祖父が建設させた学校のムバラキーヤに引き続き、第一次世界大戦後にアフマディーヤを創設するが、日本による真珠の養殖技術確立により、これまでの国家財源の天然真珠採集業が衰退したために財政難に陥り、1931年に閉校となる。このため新たな財政基盤の確立のために油田開発に本腰を入れる必要性が生じることとなる。しかし、そのような財政事情であっても1936年には新たに学校を開設。教育普及に尽力した。
1934年にはガルフ石油とアングロ＝パーシャンとの共同出資で成立したクウェート石油にクウェート全土の石油利権を与える。1938年には祖父の代より兆候が確認されていたブルガン油田が発見され、新たな国家財源となる。
他方、イラクのアラブ民族主義者の間ではオスマン帝国時代にクウェートはバスラ総督府に属していたためにクウェートはイラクに併合されるべきだが、クウェートを保護国に置くイギリスに邪魔されているという反英感情と結びつた思想が次第に台頭。このためにイラクの民族主義に同調したガージー1世が1937年にはイラクの、クウェートへの主権が及ぶべきことを要求し、1938年にはクウェートの密貿易阻止とユーフラテス川河口の2島分割を要求し、ガージー1世が崩御するまでイラクと緊張関係が続く。また、このイラクのクウェートにとって脅威的な思想は1958年にイラクが共和制に移行しても全く変わることなく、湾岸戦争の遠因ともなる。
1942年に第二次世界大戦により、クウェート石油が休業となるが、終戦後に操業再開し、1946年にクウェートの石油が初めて世界市場に姿を現す。
1950年1月29日に薨去。前首長の子で従兄弟のアブドゥッラー3世・アッ＝サバーハが継承した。